# Vasile Domșa
Vasile Domșa (n. 1858, Baica, Sălaj, - d. 1931, Sibiu) a fost un deputat în Marea Adunare Națională de la Alba Iulia, organismul legislativ reprezentativ al „tuturor românilor din Transilvania, Banat și Țara Ungurească”, cel care a adoptat hotărârea privind Unirea Transilvaniei cu România, la 1 decembrie 1918.:p. 77

## Biografie
Vasile Domșa s-a născut în Baica în 1860. A făcut liceul la Cluj și studiile superioare în teologie la Sibiu. A fost preot în Brașov, iar de la 1898 protopop în Orăștie. A murit la Orăștie în 1932.:p. 203

## Activitate politică
A participat la Marea Adunare Națională de la Alba Iulia din 1 decembrie 1918 în calitate de delegat al cercului electoral Orăștie-oraș.:p. 203